# Ernesto Brotóns Tena
Ernesto Jesús Brotóns Tena (Zaragoza, 20 de febrero de 1968) es un sacerdote católico español, obispo de Plasencia.

## Biografía
Ernesto Jesús nació el 20 de febrero de 1968, en la ciudad española de Zaragoza.
Realizó su formación primaria con los Marianistas de Zaragoza y la secundaria en el Seminario Menor de la diócesis. Los estudios superiores y eclesiásticos los realizó en el Seminario Mayor de Zaragoza y en Centro Regional de Estudios Teológicos de Aragón (CRETA), de 1986 a 1992.
Desde 1997 cursó estudios de Teología dogmática el la Facultad de Teología de la Universidad Pontificia de Salamanca, donde obtuvo la licenciatura en 1996 y el doctorado en 2002. 

### Sacerdocio
Su ordenación sacerdotal fue el 2 de octubre de 1993.
Su labor pastoral la ha llevado a cabo en las parroquias de  Cerveruela, Torralbilla, Langa del Castillo, Mainar, Villarreal de Huerva, Romanos, Lechón, Anento y Fombuena, primero, desde 1993, como administrador parroquial y a partir de 1994, como párroco.
Tras su etapa formativa en Salamanca, regresó a Zaragoza y ejerció diversos cargos:
- Consiliario adjunto (2002-2004).
- Consiliario de Pastoral Juvenil (2004-2008).
- Párroco de «El Buen Pastor» (2003-2017).
- Consiliario de la Fundación Canónica «El Buen Pastor» (2008-2017).[4]
- Arcipreste del arciprestazgo Torrero-La Paz (2015-2017).
- Colaborador parroquial de «La Presentación de la Virgen» (2017-2022).

También ha sido miembro del Consejo Presbiteral (2011-2022), del Colegio de Consultores (2016-2022) y del Consejo Diocesano de Pastoral (2004-2008 y 2011-2022).
Ha ejercido la docencia como profesor del colegio diocesano regido por  la Fundación Canónica «El Buen Pastor» (2004-2017); profesor de Filosofía de la Religión y de diversas materias de Teología sistemática en el CRETA (2002-2022) y en el  Instituto Superior de Ciencias Religiosas «Nuestra Señora del Pilar» (2016-2022).
Ha sido subdirector (2009-2011) y director del CRETA (2011-2022), dirigiendo, desde 2017, el Instituto Superior de Ciencias Religiosas «Nuestra Señora del Pilar».

### Obispo
El 16 de julio de 2022, el papa Francisco lo nombró obispo de Plasencia. Su ordenación episcopal se celebró el 15 de octubre de 2022 en la plaza de San Nicolás de Plasencia, debido a que la catedral estaba ocupada con la exposición Transitus. El consagrante principal fue el cardenal Omella, arzobispo de Barcelona, que estuvo acompañado por el arzobispo de Mérida-Badajoz, Celso Morga, y por el arzobispo emérito de Zaragoza, Vicente Jiménez Zamora.
En la Provincia Eclesiástica de Mérida-Badajoz es el obispo encargado de la Pastoral Socio-Caritativa y de la Pastoral de la Salud.
En la Conferencia Episcopal Española es, desde marzo de 2024, miembro de la Comisión Episcopal para la Doctrina de la Fe. Anteriormente ha sido miembro de la Comisión Episcopal para la Pastoral social y Promoción humana, donde actuó como responsable del Departamento de Semanas Sociales (2022-2024).